# Creu de terme de Rubió
La Creu de terme de Rubió és una creu de terme del municipi de Rubió (Anoia), situada al camí Vell del Pla de Rubió al Castell de Rubió, entre Ca l’Alzina i el Cementiri de Rubió. Està catalogada com a Bé Cultural d'Interès Nacional.
Es tracta d'una creu llatina de pedra ubicada a la part superior d'una columna, que s'assenta damunt d'una base circular formada per quatre graons disposats en gradació. Aquesta graonada és bastida amb carreus de pedra desbastats. La columna, que és de base octogonal passant a quadrada en la part superior, s'aixeca sobre un gran basament també octogonal, amb diversos escuts gravats . Una petita peça amb motllura sustenta la creu que presenta una imatge del Sagrat Cor, també es pot observar la data 1890. Es conserva un testimoni fotogràfic de la creu de 1914, de la col·lecció del Centre Excursionista de Catalunya, amb el nom 'Creu de pedra', publicat al llibre d'Albert Bastardes 'Les creus al vent' (Barcelona, 1983) on la creu es presenta igual que la que es conserva en l'actualitat.